# Lijst van lange rivieren in Canada

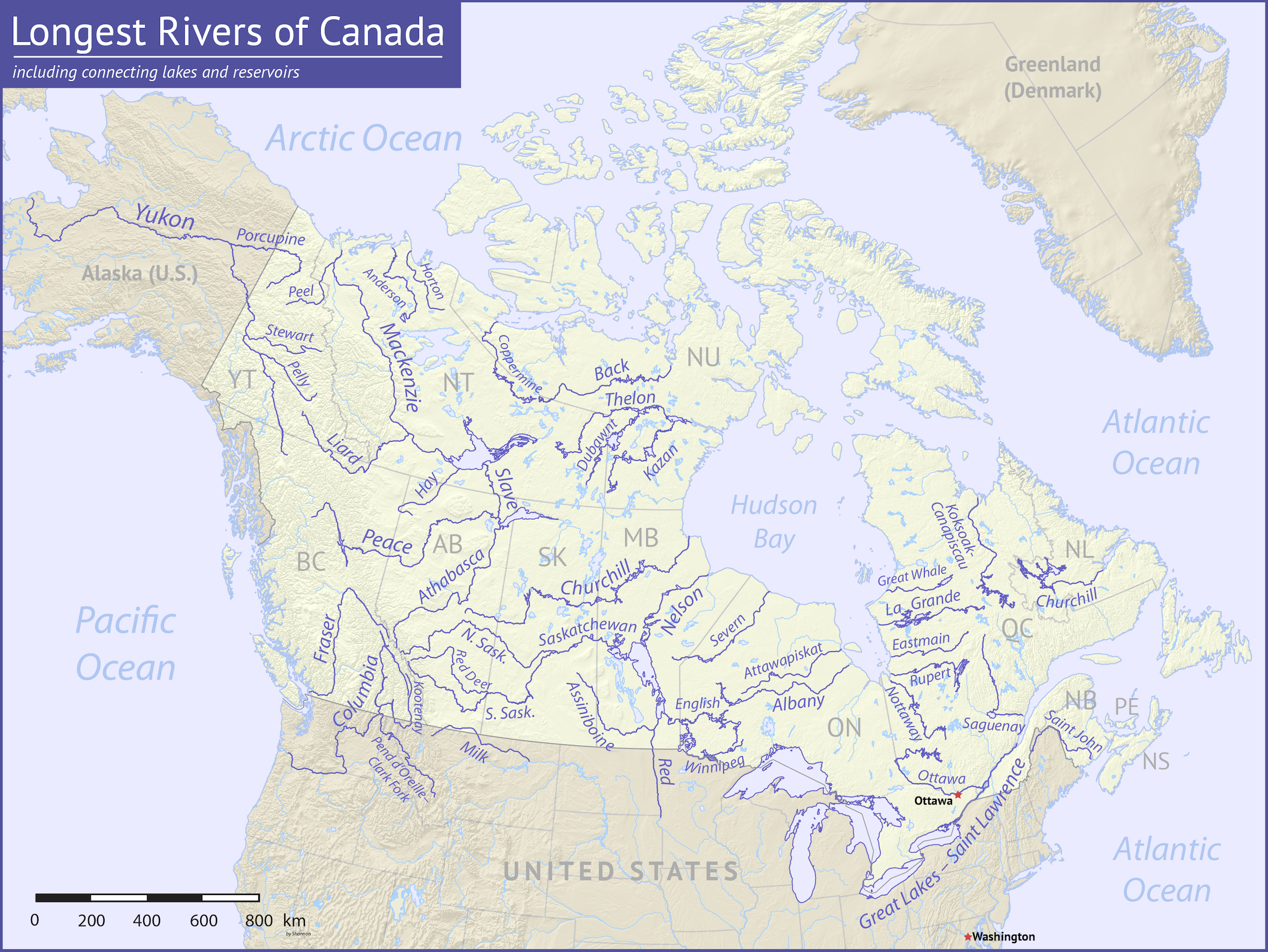
Kaart van Canada met de rivieren in deze lijst.

Dit is een lijst van de langste rivieren in Canada. Canada telt 47 rivieren met een lengte van meer dan 600 km. Bij een aantal rivieren, zoals de Columbia, is de in de lijst vermelde lengte uitsluitend die van de hoofdstroom. In andere gevallen, als de Mackenzie, wordt de gecombineerde lengte vermeld van de hoofdstroom en die van een of meer opeenvolgende zijrivieren stroomopwaarts, zoals wordt aangegeven in de bijbehorende  voetnoten. Niet in deze lijst opgenomen zijn rivieren met hoofdstromen van 100 km of korter, zoals de Dauphin, die een korte verbinding vormt tussen het Manitobameer en Winnipegmeer. Ook uitgesloten zijn rivieren waarvan de hoofdstromen niet in Canada stromen, zoals de Mississippi, hoewel sommige zijrivieren dat wel doen.
Negen rivieren in deze lijst kruisen internationale grenzen of markeren deze. Vier daarvan —de Yukon, Columbia, Porcupine, en Kootenay— ontspringen in Canada en stromen verder in de Verenigde Staten. Vijf —de Milk, Pend Oreille, Saint Lawrence, Red en Saint John— ontspringen in de Verenigde Staten en stromen naar Canada. Van deze rivieren overschrijden de Milk en de Kootenay de grens twee keer, 
de Milk verlaat de Verenigde Staten en stroomt dat land vervolgens weer binnen, de Kootenay verlaat Canada uit en stroomt dat land daarna weer in. 
De stroomgebieden van deze negen rivieren strekken zich uit over het grondgebied van beide landen; bovendien strekken de stroomgebieden van zes andere rivieren —de Fraser, Assiniboine, South Saskatchewan, Saskatchewan, Nelson en Winnipeg— zich uit naar de Verenigde Staten, hoewel de hoofdstromen volledig binnen Canada stromen. 
Cijfers over het debiet van rivieren worden met wisselende precisie gerapporteerd door verschillende bronnen. Bioloog en schrijver Ruth Patrick stelt dat gegevens over debiet, stroomgebied en lengte van rivieren onderling sterk varieerden tussen verschillende auteurs. "Het lijkt erop" meent ze, "dat het verstandig is om gegevenstabellen zoals de huidige te beschouwen als een weergave van een algemene rangschikking van rivieren, en niet al te veel belang te hechten aan kleine (10-20%) verschillen in de cijfers".

## Langste rivieren in Canada
Onderstaande lijst is voornamelijk ontleend aan The Atlas of Canada, waar nodig aangevuld met andere bronnen. Debiet verwijst naar de hoeveelheid water gemeten aan de riviermonding, tenzij anders aangegeven. Als een rivier ook door de Verenigde Staten stroomt, worden de betreffende staten cursief weergegeven. De volgende afkortingen worden gebruikt: "km" voor "kilometer", "s" voor "seconde", "m" voor "meter".
| † Rivier stroomt niet alleen door Canada.          |
| ‡ Stroomgebied bevindt zich niet alleen in Canada. |

| #  | Naam                   | Monding                                   | Lengte     | Bron                                                        | Stroomgebied    | Debiet     | Provincies, staten                                              | Afbeelding |
| -- | ---------------------- | ----------------------------------------- | ---------- | ----------------------------------------------------------- | --------------- | ---------- | --------------------------------------------------------------- | --- |
| 1  | Mackenzie              | Beaufortzee 69° 22′ NB, 133° 54′ WL       | 4.241 km   | Thutademeer 56° 44′ NB, 127° 31′ WL                         | 1.805.200 km2   | 9.700 m3/s | Northwest Territories                                           | A frozen river passes through flat country. Short trees grow on the riverbanks; tall mountains are in the far distance. |
| 2  | Yukon                  | Beringzee 62° 36′ NB, 164° 48′ WL         | 3.185 km † | Teslinmeer 59° 37′ NB, 132° 9′ WL                           | 839.200 km2 ‡   | 6.340 m3/s | Brits-Columbia, Yukon, Alaska                                   | Sunset over a large river flowing through mountains.                                                                    |
| 3  | Saint Lawrence         | Saint Lawrencebaai 49° 40′ NB, 64° 30′ WL | 3.058 km † | Seven Beaver Lake 47° 30′ NB, 91° 50′ WL                    | 1.344.200 km2 ‡ | 9.850 m3/s | Minnesota, Wisconsin, Ontario, Michigan, Ohio, New York, Quebec | A large ship travels along a large river bordered by vegetation on one bank and urban development on the other.         |
| 4  | Nelson                 | Hudsonbaai 57° 4′ NB, 92° 30′ WL          | 2.575 km   | Bowgletsjer 51° 40′ NB, 116° 27′ WL                         | 892.300 km2 ‡   | 2.370 m3/s | Manitoba                                                        | Native people sit in canoes along the shore of a very wide flat river.                                                  |
| 5  | Slave                  | Great Slave Lake 61° 18′ NB, 113° 40′ WL  | 2.338 km   | Thutademeer 56° 44′ NB, 127° 31′ WL                         | 616.400 km2     | 3.437 m3/s | Alberta, Northwest Territories                                  | White birds with wide orange beaks swim near a rocky ledge of a swift wide river.                                       |
| 6  | Columbia               | Stille Oceaan 46° 15′ NB, 124° 3′ WL      | 2.000 km † | Columbiameer 50° 10′ NB, 115° 50′ WL                        | 671.300 km2 ‡   | 7.730 m3/s | Brits-Columbia, Washington, Oregon                              | A large river flows through a wooded gorge.                                                                             |
| 7  | Saskatchewan           | Winnipegmeer 53° 11′ NB, 99° 15′ WL       | 1.939 km   | Bowgletsjer 51° 40′ NB, 116° 27′ WL                         | 335.900 km2 ‡   | 700 m3/s   | Alberta, Saskatchewan, Manitoba                                 | A wide river flows under a bridge.                                                                                      |
| 8  | Peace                  | Slave 59° 0′ NB, 111° 25′ WL              | 1.923 km   | Thutademeer 56° 44′ NB, 127° 31′ WL                         | 302.500 km2     | 2.118 m3/s | Brits-Columbia, Alberta                                         | Brilliant sunset over a wide river flowing through woods                                                                |
| 9  | Churchill (Hudsonbaai) | Hudsonbaai 58° 48′ NB, 94° 12′ WL         | 1.609 km   | Churchillmeer 55° 49′ NB, 108° 23′ WL                       | 281.300 km2     | 1.200 m3/s | Alberta, Saskatchewan, Manitoba                                 | A medium-sized river rushes through rapids in the woods.                                                                |
| 10 | South Saskatchewan     | Saskatchewan 53° 15′ NB, 105° 5′ WL       | 1.392 km   | Bowgletsjer 51° 40′ NB, 116° 27′ WL                         | 146.100 km2 ‡   | 280 m3/s   | Alberta, Saskatchewan                                           | The surface of a wide river approaching a city is almost completely frozen.                                             |
| 11 | Fraser                 | Straat van Georgia 49° 7′ NB, 123° 11′ WL | 1.375 km   | Fraser Pass 52° 32′ NB, 118° 20′ WL                         | 233.100 km2 ‡   | 3.540 m3/s | Brits-Columbia                                                  | Men in canoes descend wild rapids in a river canyon.                                                                    |
| 12 | North Saskatchewan     | Saskatchewan 53° 15′ NB, 105° 5′ WL       | 1.287 km   | Saskatchewangletsjer 52° 15′ NB, 117° 9′ WL                 | 122.800 km2     | 245 m3/s   | Alberta, Saskatchewan                                           | A wide river winds by a fenced overlook opposite a forest. The setting sun illuminates a partly cloudy sky.             |
| 13 | Ottawa                 | Saint Lawrence 45° 34′ NB, 74° 23′ WL     | 1.271 km   | Laurentiden 47° 36′ NB, 75° 44′ WL                          | 146.300 km2     | 1.950 m3/s | Quebec, Ontario                                                 | A dock extends from the shore of an extremely wide river.                                                               |
| 14 | Athabasca              | Athabascameer 58° 59′ NB, 110° 51′ WL     | 1.231 km   | Columbia-ijsveld 52° 11′ NB, 117° 28′ WL                    | 95.300 km2      | 783 m3/s   | Alberta                                                         | A river flows by a cliff and through a snow-covered forest.                                                             |
| 15 | Liard                  | MacKenzie 61° 51′ NB, 121° 19′ WL         | 1.115 km   | Saint Cyr Range 61° 11′ NB, 131° 46′ WL                     | 277.100 km2     | 2.446 m3/s | Yukon, Brits-Columbia, Northwest Territories                    | A wide flat river flows along a rocky shore toward a mountain range in the far distance.                                |
| 16 | Assiniboine            | Red 49° 53′ NB, 97° 8′ WL                 | 1.070 km   | nabij Hazel Dell 52° 16′ NB, 103° 9′ WL                     | 182.000 km2 ‡   | 45 m3/s    | Saskatchewan, Manitoba                                          | A muddy river floods a wooded urban area with boat docks and riverside seating.                                         |
| 17 | Milk                   | Missouri 48° 3′ NB, 106° 19′ WL           | 1.005 km † | Blackfeet Indian Reservation 48° 51′ NB, 113° 1′ WL         | 61.200 km2 ‡    | 18,9 m3/s  | Alberta, Montana                                                | A small river winds through a rocky, grass-covered plateau. Hills rise in the distance.                                 |
| 18 | Albany                 | Jamesbaai 52° 17′ NB, 81° 31′ WL          | 982 km     | Catmeer 51° 45′ NB, 91° 53′ WL                              | 135.200 km2     | 251 m3/s   | Ontario                                                         | Large trucks, widely spaced, travel single-file across a frozen river.                                                  |
| 19 | Severn                 | Hudsonbaai 56° 3′ NB, 87° 35′ WL          | 982 km     | Deer Lake 52° 37′ NB, 94° 40′ WL                            | 102.800 km2     | 645 m3/s   | Ontario                                                         | |
| 20 | Back                   | Chantrey Inlet 67° 16′ NB, 95° 15′ WL     | 974 km     | nabij Aylmermeer 64° 25′ NB, 108° 27′ WL                    | 106.500 km2     | 612 m3/s   | Northwest Territories, Nunavut                                  | |
| 21 | Thelon                 | Bakermeer 64° 17′ NB, 96° 5′ WL           | 904 km     | Lynxmeer 62° 21′ NB, 106° 2′ WL                             | 142.400 km2     | 840 m3/s   | Northwest Territories, Nunavut                                  | A wide river flows slowly through a forest of short, widely spaced evergreen trees.                                     |
| 22 | La Grande              | Jamesbaai 53° 50′ NB, 79° 3′ WL           | 893 km     | Lac Nichicun 53° 13′ NB, 70° 56′ WL                         | 97.600 km2      | 1.690 m3/s | Quebec                                                          | Sunset over a river winding through thick evergreen forests.                                                            |
| 23 | Red                    | Winnipegmeer 50° 24′ NB, 96° 49′ WL       | 890 km †   | Wahpeton en Breckinridge 46° 16′ NB, 96° 36′ WL             | 287.500 km2 ‡   | 236 m3/s   | North Dakota, Minnesota, Manitoba                               | A small river flows through a prairie landscape; brown grasses and leafless trees line the banks.                       |
| 24 | Koksoak                | Ungavabaai 58° 32′ NB, 68° 9′ WL          | 874 km     | Sevestremeer 52° 32′ NB, 68° 1′ WL                          | 133.400 km2     | 2.800 m3/s | Quebec                                                          | |
| 25 | Churchill              | Atlantische Oceaan 53° 21′ NB, 60° 11′ WL | 856 km     | Ashuanipi Lake 52° 59′ NB, 66° 14′ WL                       | 79.800 km2      | 1.580 m3/s | Newfoundland en Labrador                                        | |
| 26 | Coppermine             | Coronationgolf 67° 49′ NB, 115° 4′ WL     | 845 km     | Lac de Gras 64° 35′ NB, 111° 11′ WL                         | 50.800 km2      | 262 m3/s   | Northwest Territories, Nunavut                                  | Canoes and tents rest on a sandy spit along a river.                                                                    |
| 27 | Dubawnt                | Thelon 64° 33′ NB, 100° 6′ WL             | 842 km     | Abitaumeer 60° 21′ NB, 107° 9′ WL                           | 57.500 km2      | 366 m3/s   | Northwest Territories, Nunavut                                  | |
| 28 | Winnipeg               | Winnipegmeer 50° 38′ NB, 96° 19′ WL       | 813 km     | Trapmeer 49° 13′ NB, 90° 27′ WL                             | 135.800 km2 ‡   | 850 m3/s   | Ontario, Manitoba                                               | Men in canoes approach a tent encampment along a wide river.                                                            |
| 29 | Kootenay               | Columbia 49° 19′ NB, 117° 39′ WL          | 780 km †   | Beaverfoot Range 51° 3′ NB, 116° 22′ WL                     | 50.300 km2 ‡    | 850 m3/s   | Brits-Columbia, Montana, Idaho                                  | A river flows through forested hills.                                                                                   |
| 30 | Nottaway               | Jamesbaai 51° 23′ NB, 78° 56′ WL          | 776 km     | Gillesmeer 48° 7′ NB, 75° 38′ WL                            | 65.800 km2      | 1.190 m3/s | Quebec                                                          | |
| 31 | Rupert                 | Jamesbaai 51° 30′ NB, 78° 45′ WL          | 763 km     | ten noorden van Mistassinimeer 52° 13′ NB, 71° 32′ WL       | 43.400 km2      | 900 m3/s   | Quebec                                                          | A medium-sized river plunges down rapids surrounded by forests.                                                         |
| 32 | Eastmain               | Jamesbaai 52° 15′ NB, 78° 34′ WL          | 756 km     | Lac Bréhat 52° 32′ NB, 70° 52′ WL                           | 46.400 km2      | 930 m3/s   | Quebec                                                          | A frozen river winds through a snowy forest.                                                                            |
| 33 | Attawapiskat           | Jamesbaai 52° 57′ NB, 82° 18′ WL          | 748 km     | Attawapiskatmeer 52° 10′ NB, 87° 37′ WL                     | 50.500 km2      | 263 m3/s   | Ontario                                                         | |
| 34 | Kazan                  | Thelon 64° 3′ NB, 95° 29′ WL              | 732 km     | Ennadaimeer 60° 55′ NB, 101° 20′ WL                         | 71.500 km2      | 540 m3/s   | Nunavut                                                         | |
| 35 | Red Deer               | South Saskatchewan 50° 58′ NB, 110° 0′ WL | 724 km     | Sawback Range 51° 32′ NB, 116° 3′ WL                        | 45.100 km2      | 70 m3/s    | Alberta                                                         | A suspension bridge crosses a wide river.                                                                               |
| 36 | Great Whale            | Hudsonbaai 55° 16′ NB, 77° 47′ WL         | 724 km     | Saint-Lussonmeer 54° 50′ NB, 70° 32′ WL                     | 42.700 km2      | 680 m3/s   | Quebec                                                          | |
| 37 | Porcupine              | Yukon 66° 36′ NB, 145° 19′ WL             | 721 km †   | Ogilvie Mountains 66° 32′ NB, 138° 22′ WL                   | 117.900 km2 ‡   | 414 m3/s   | Yukon, Alaska                                                   | A wide river curves by a rocky shore and across a flat plain.                                                           |
| 38 | Pend Oreille           | Columbia 48° 60′ NB, 117° 37′ WL          | 703 km †   | nabij Butte 46° 5′ NB, 112° 28′ WL                          | 66.900 km2 ‡    | 820 m3/s   | Idaho, Washington, Brits-Columbia                               | A two-part dam, connected in the middle by an island, blocks a large river downstream of a railroad bridge.             |
| 39 | Hay                    | Great Slave Lake 60° 52′ NB, 115° 44′ WL  | 702 km     | nabij Zamameer 58° 14′ NB, 118° 52′ WL                      | 48.200 km2      | 113 m3/s   | Alberta, Northwest Territories                                  | A medium-sized river flows in bright sunlight through a forest.                                                         |
| 40 | Saguenay               | Saint Lawrence 48° 8′ NB, 69° 44′ WL      | 698 km     | nabij Otish Mountains 52° 16′ NB, 70° 49′ WL                | 88.000 km2      | 1.750 m3/s | Quebec                                                          | A very wide river flows between low lines of hills.                                                                     |
| 41 | Anderson               | Beaufortzee 69° 43′ NB, 129° 0′ WL        | 692 km     | ten noordwesten van Great Bear Lake 66° 57′ NB, 124° 36′ WL |                 | 142 m3/s   | Northwest Territories                                           | |
| 42 | Peel                   | Mackenzie 67° 42′ NB, 134° 32′ WL         | 684 km     | Gillmeer 65° 19′ NB, 139° 49′ WL                            | 73.600 km2      | 103 m3/s   | Yukon, Northwest Territories                                    | |
| 43 | Saint John             | Fundybaai 45° 16′ NB, 66° 4′ WL           | 673 km †   | Somerset County 46° 34′ NB, 69° 53′ WL                      | 55.200 km2 ‡    | 1.130 m3/s | Maine, New Brunswick                                            | A flooding river has inundated roads, trees, and an elegant building.                                                   |
| 44 | Stewart                | Yukon 63° 18′ NB, 139° 25′ WL             | 644 km     | Selwyn Mountains 64° 7′ NB, 131° 42′ WL                     | 51.000 km2      | 675 m3/s   | Yukon                                                           | A wide river flows through hills. A sign in the foreground says "Stewart River".                                        |
| 45 | Horton                 | Franklinbaai 69° 56′ NB, 126° 48′ WL      | 618 km     | Kitikmeot 67° 51′ NB, 120° 33′ WL                           | 26.680 km2      |            | Nunavut, Northwest Territories                                  | A big river winds across a plain near a bluff.                                                                          |
| 46 | English                | Winnipeg 50° 12′ NB, 95° 0′ WL            | 615 km     | nabij Marmionmeer 49° 6′ NB, 91° 16′ WL                     | 52.300 km2      |            | Ontario                                                         | |
| 47 | Pelly                  | Yukon 62° 47′ NB, 137° 20′ WL             | 608 km     | Mackenzie Mountains 62° 49′ NB, 129° 53′ WL                 | 51.000 km2      | 410 m3/s   | Yukon                                                           | A wide river winds through a forest and by a town.                                                                      |

## Verantwoording
Alberta · Brits-Columbia · Manitoba · New Brunswick · Newfoundland en Labrador · Northwest Territories · Nova Scotia · Nunavut · Ontario · Prins Edwardeiland · Quebec · Saskatchewan · Yukon